# Радионское
Радионское (Родионовское) — озеро в России, располагается на территории Белозерского района Вологодской области.
Площадь водной поверхности озера равняется 2 км². Уровень уреза воды находится на высоте 127 м над уровнем моря. Площадь водосборного бассейн озера составляет 401 км².
Код объекта в государственном водном реестре — 08010200311110000004295.